# Onitis numida
Onitis numida là một loài bọ cánh cứng trong họ Bọ hung (Scarabaeidae).